# George Wallace (phim)
George Wallace là một phim truyền hình sản xuất năm 1997, có sự tham gia của Gary Sinise vai George Wallace, cựu Thống đốc bang Alabama. Phim được đạo diễn bởi John Frankenheimer, người đã nhận giải Emmy cho vai trò ấy; Sinise và Mare Winningham cũng nhận các giải Emmy cho phần trình diễn của họ. Bộ phim dựa trên tiểu sử Wallace: The Classic Portrait of Alabama Governor George Wallace (1996) của Marshall Frady, người cùng biên tập kịch bản.
Phim này của Frankenheimer nhận được nhiều lời khen từ giới phê bình điện ảnh: không chỉ là các giải Emmy, nó còn nận được một Giải Quả Cầu Vàng cho Minisêri/Phim hay nhất. Angelina Jolie cũng nhận được một giải Quả Cầu Vàng cho vai diễn người vợ thứ hai của Wallace, Cornelia.

## Diễn viên
| Diễn viên             | Vai                 |
| --------------------- | ------------------- |
| Gary Sinise           | George C. Wallace   |
| Mare Winningham       | Lurleen Wallace     |
| Clarence Williams III | Archie              |
| Joe Don Baker         | Big Jim Folsom      |
| Angelina Jolie        | Cornelia Wallace    |
| Terry Kinney          | Billy Watson        |
| William Sanderson     | T.Y. Odum           |
| Mark Rolston          | Ricky Brickle       |
| Tracy Fraim           | Gerald Wallace      |
| Skipp Sudduth         | Al Lingo            |
| Ron Perkins           | Nicholas Katzenbach |
| Mark Valley           | Robert F. Kennedy   |
| Scott Brantley        | Arthur Bremer       |
| Kathryn Erbe          | Mrs. Folsom         |
| Steve Harris          | Neal                |
| Bobby Kirby           | James Hood          |
| Ketema Nelson         | Vivian Malone       |